# Wilhelm Halbfass
Wilhelm Halbfass, född 26 juni 1856 i Hamburg, död 29 oktober 1938 i Jena, var en tysk hydrograf och skolman.
Wilhelm Halbfass var universitetslärare i Jena 1924–1936 och blev titulärprofessor 1931. Han skrev bland annat Beiträge zur Kenntnis der Pommerschen Seen (i Petermanns Mitteilungen, Ergänzungshäft 136, 1901), Das Wasser im Wirtschaftsleben des Menschen (1911), Methoden der Seenforschung (1921), Die Seen der Erde (i Petermanns Mitteilungen, Ergänzungshäft 185, 1922) och Grundzüge einer vergleichenden Seenkunde (1923).